# 紀凱婷
紀凱婷（Perenna Kei），廣東汕頭人，圣基茨和尼维斯籍华人。，香港企業家、龍光地產前非執行董事，代表紀氏家族通过不同的公司及家族信托持有龍光地產85%的股權，其父是香港上市公司龍光地產創辦人、第十三屆全國政協委員紀海鵬。

## 生平
紀氏持有倫敦政治经济学院財經學士學位，2014年24歲的紀凱婷以13億美元登上《福布斯》富豪榜成為《福布斯》榜上最年轻富豪甚至有媒體指紀氏是「宅男殺手」。有報道指2014年11月，紀凱婷透過凱地有限公司，以近9,200萬港元，購入九龍站君临天下2座高層戶，但2020年的資料顯示其家族財富為500億人民幣 。
媒體報道紀氏交上中國內地風險投資公司乾坤控股有限公司執行董事姚尚坤為其男友。 。。